# Trivalvaria macrophylla
Trivalvaria macrophylla là loài thực vật có hoa thuộc họ Na. Loài này được Carl Ludwig Blume miêu tả khoa học đầu tiên năm 1825 dưới danh pháp Guatteria macrophylla. Năm 1865 Friedrich Anton Wilhelm Miquel chuyển nó sang chi Trivalvaria.

## Phân bố
Loài này có tại Borneo, Java, Malaysia bán đảo, Myanmar, Sumatra.